# Liste der österreichischen Rekorde im Bahnradsport

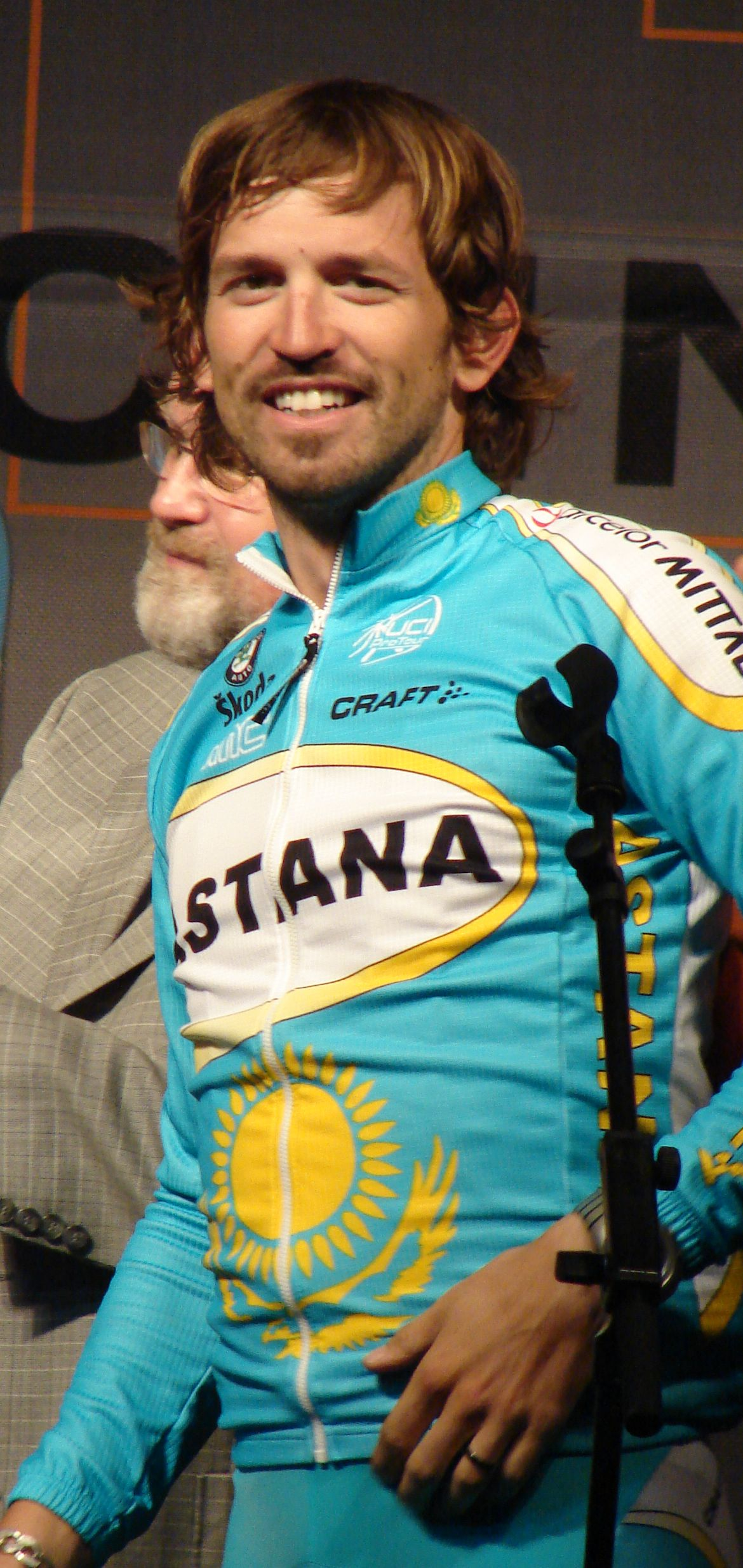
René Haselbacher hält seit rund 20 Jahren zwei nationale Junioren-Rekorde.

Die Liste der österreichischen Rekorde im Bahnradsport listet die Bestleistungen von österreichischen Bahnradsportlern auf, die vom Österreichischen Radsportverband (ÖRV) anerkannt sind und sich auf heute noch ausgetragene Disziplinen beziehen. Sie basieren auf Angaben der Website des ÖRV.

## Frauen
| Disziplin                   | Name                          | Zeit         | Datum              | Ort                                 | Veranstaltung             |
| --------------------------- | ----------------------------- | ------------ | ------------------ | ----------------------------------- | ------------------------- |
| 200 Meter, fliegender Start | Pelin Cizgin                  | 11,992 s     | 1. Oktober 2010    | Centre Mondial du Cyclisme in Aigle |                           |
| 500 Meter, stehender Start  | Pelin Cizgin                  | 37,470 s     | 21. September 2010 | Ferry-Dusika -Hallenstadion in Wien | Grand Prix Vienna         |
| 500 m Teamsprint            | Pelin Cizgin Elisabeth Reiner | 39,198 s     | 5. Dezember 2013   | Ferry-Dusika -Hallenstadion in Wien |                           |
| 3000 m Einerverfolgung      | Christiane Soeder             | 3:47,471 min | 20. Januar 2007    | Los Angeles                         | Bahnrad-Weltcup 2006/2007 |

## Männer
| Disziplin                    | Name                                                        | Zeit         | Datum              | Ort                                   | Veranstaltung                                        |
| ---------------------------- | ----------------------------------------------------------- | ------------ | ------------------ | ------------------------------------- | ---------------------------------------------------- |
| 200 Meter, fliegender Start  | Christian Meidlinger                                        | 10,44 s      | 28. September 1995 | Velódromo Luis Carlos Galán in Bogotá | UCI-Bahn-Weltmeisterschaften 1995                    |
| 1000 Meter, stehender Start  | Christian Meidlinger                                        | 1:02,76 min  | 26. September 1995 | Velódromo Luis Carlos Galán in Bogotá | UCI-Bahn-Weltmeisterschaften 1995                    |
| 750 m Teamsprint             | Valentin Götzinger Michael Holland Christian Rammer         | 48,921 s     | 15. Dezember 2017  | Ferry-Dusika -Hallenstadion in Wien   |                                                      |
| 4000 m Einerverfolgung       | Daniel Auer                                                 | 4:26,547 min | 6. Juli 2021       | Ferry-Dusika -Hallenstadion in Wien   | Österreichische Meisterschaften im Bahnradsport 2021 |
| 4000 m Mannschaftsverfolgung | Fritz Berein Werner Riebenbauer Franz Stocher Roland Wafler | 4:16,31 min  | 13. Juli 1994      | Ferry-Dusika -Hallenstadion in Wien   |                                                      |
| Stundenrekord                | Matthias Brändle                                            | 51,852 km    | 30. Oktober 2014   | Centre Mondial du Cyclisme in Aigle   |                                                      |

## Juniorinnen
| Disziplin                   | Name                        | Zeit         | Datum             | Ort                                 | Veranstaltung                                        |
| --------------------------- | --------------------------- | ------------ | ----------------- | ----------------------------------- | ---------------------------------------------------- |
| 200 Meter, fliegender Start | Janine Kokas                | 12,860 s     | 27. April 2018    | Ferry-Dusika -Hallenstadion in Wien | Österreichische Meisterschaften                      |
| 250 m, fliegender Start     | Janine Kokas                | 15,850 s     | 28. April 2018    | Ferry-Dusika -Hallenstadion in Wien | Österreichische Meisterschaften                      |
| 500 m Zeitfahren            | Kathrin Schweinberger       | 39,240 s     | 4. Oktober 2013   | Ferry-Dusika -Hallenstadion in Wien | Grand Prix Vienna                                    |
| 500 m Teamsprint            | Janine Kokas/Caroline Hajek | 39,304 s     | 15. Dezember 2017 | Ferry-Dusika -Hallenstadion in Wien |                                                      |
| 2000 m Einerverfolgung      | Janine Kokas                | 2:35,128 min | 6. September 2018 | Ferry-Dusika -Hallenstadion in Wien | Österreichische Meisterschaften im Bahnradsport 2018 |

## Junioren
| Disziplin                    | Name                                                    | Zeit         | Datum           | Ort                                | Veranstaltung                                      |
| ---------------------------- | ------------------------------------------------------- | ------------ | --------------- | ---------------------------------- | -------------------------------------------------- |
| 200 Meter, fliegender Start  | Tim Wafler                                              | 10,898 s     | 29. März 2019   | Ferry-Dusika-Hallenstadion in Wien |                                                    |
| 1000 Meter, stehender Start  | René Haselbacher                                        | 1:06,34 min  | 21. Juni 1994   | Ferry-Dusika-Hallenstadion in Wien |                                                    |
| 3000 m Einerverfolgung       | René Haselbacher                                        | 3:23,97 min  | 11. Juli 1995   | Ferry-Dusika-Hallenstadion in Wien |                                                    |
| 4000 m Mannschaftsverfolgung | Paul Buschek Alexander Hajek Raphael Kokas Stefan Kovar | 4:24,510 min | 17. Januar 2020 | Omnisport in Apeldoorn             | International Junior Contest „The Next Generation“ |